# Xylocopa aestuans
Xylocopa aestuans är en biart som först beskrevs av Carl von Linné 1758.  Xylocopa aestuans ingår i släktet snickarbin, och familjen långtungebin. Inga underarter finns listade i Catalogue of Life.